# سیمریسهامن
شهر سیمریسهامن (به سوئدی: Simrishamn) در بخش سیمریسهامن در کشور سوئد واقع شده‌است. جمعیت این شهر ۱۴۶۱٫۴۵  نفر است.

## نگارخانه

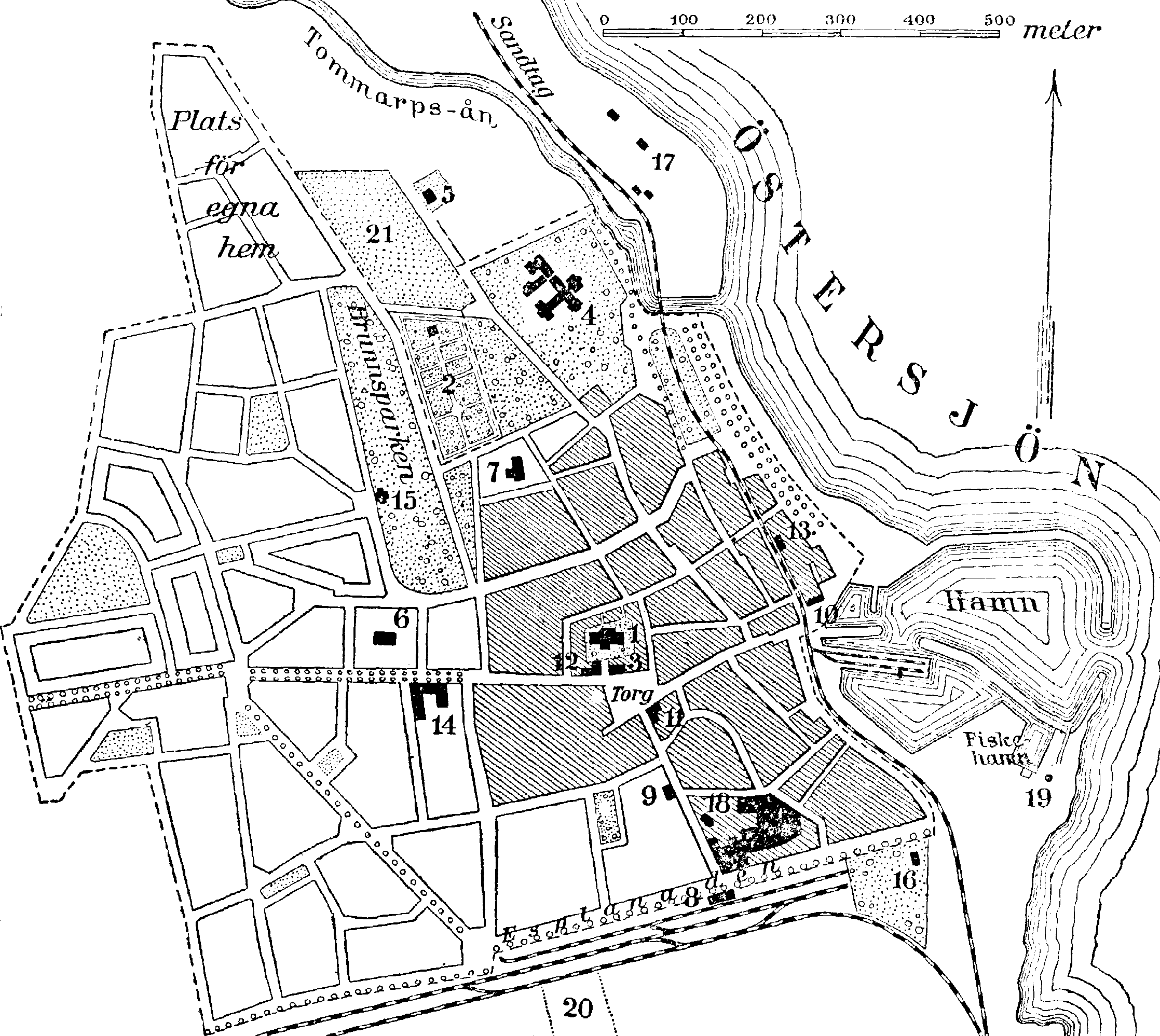
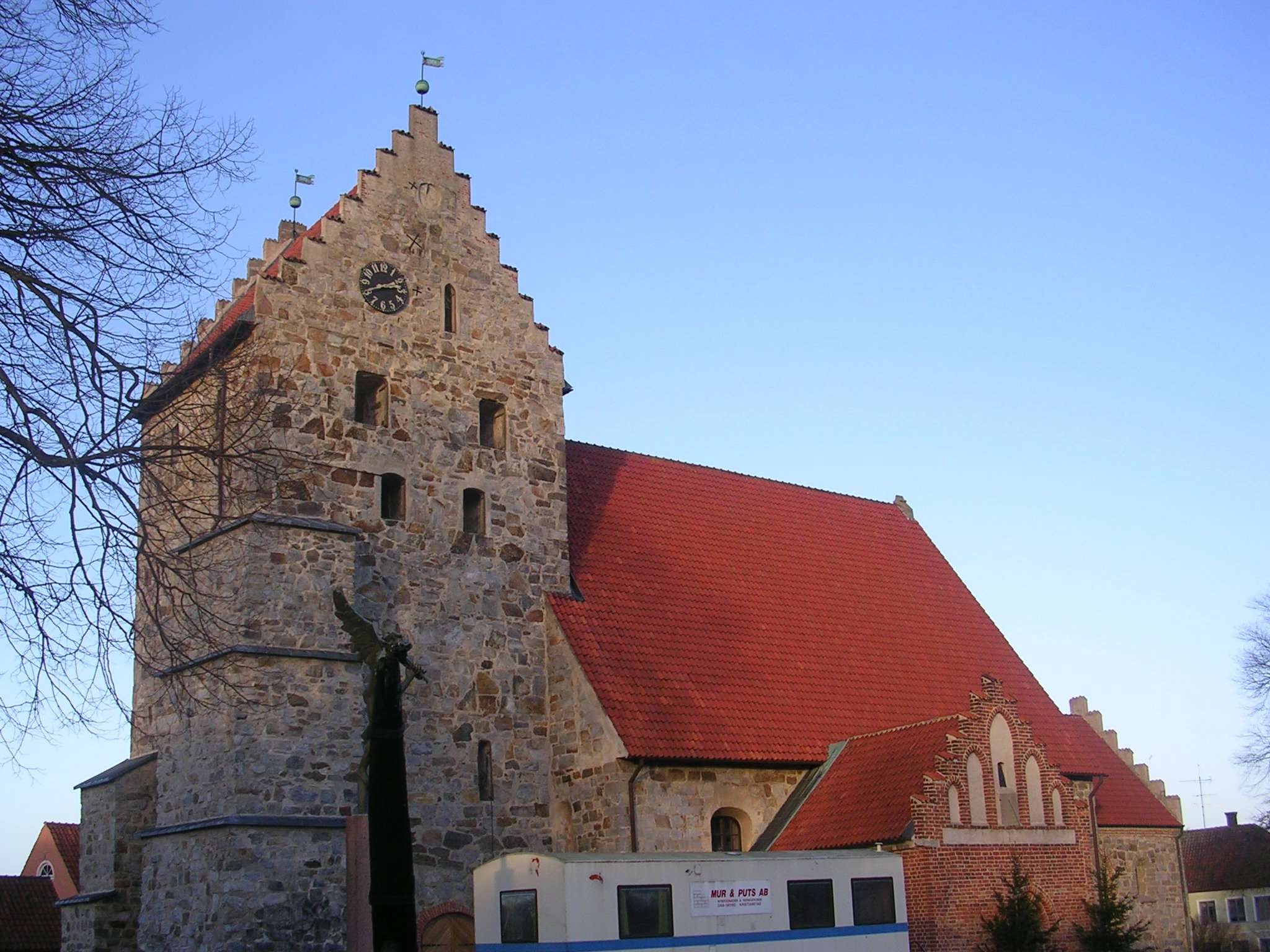
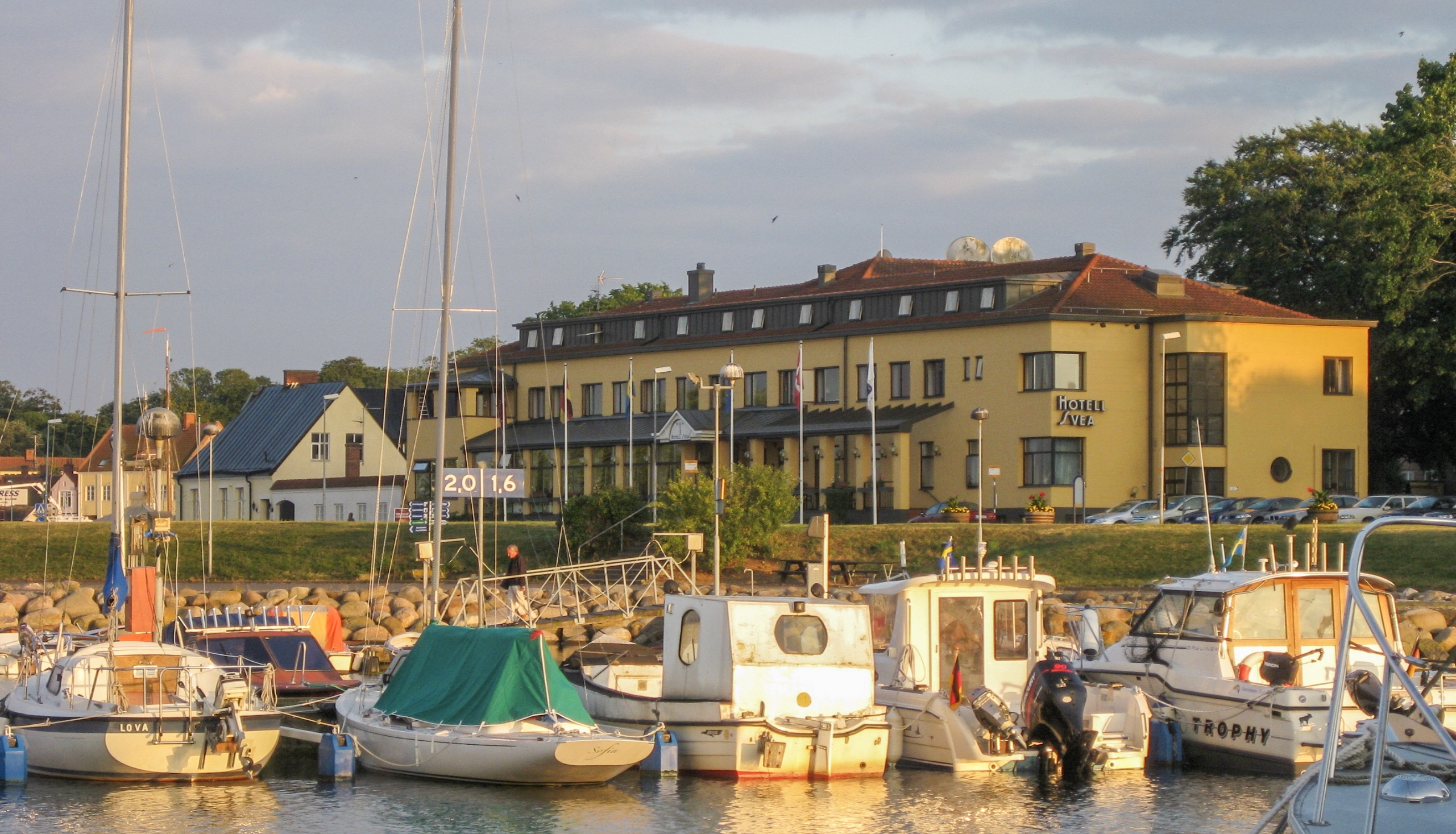
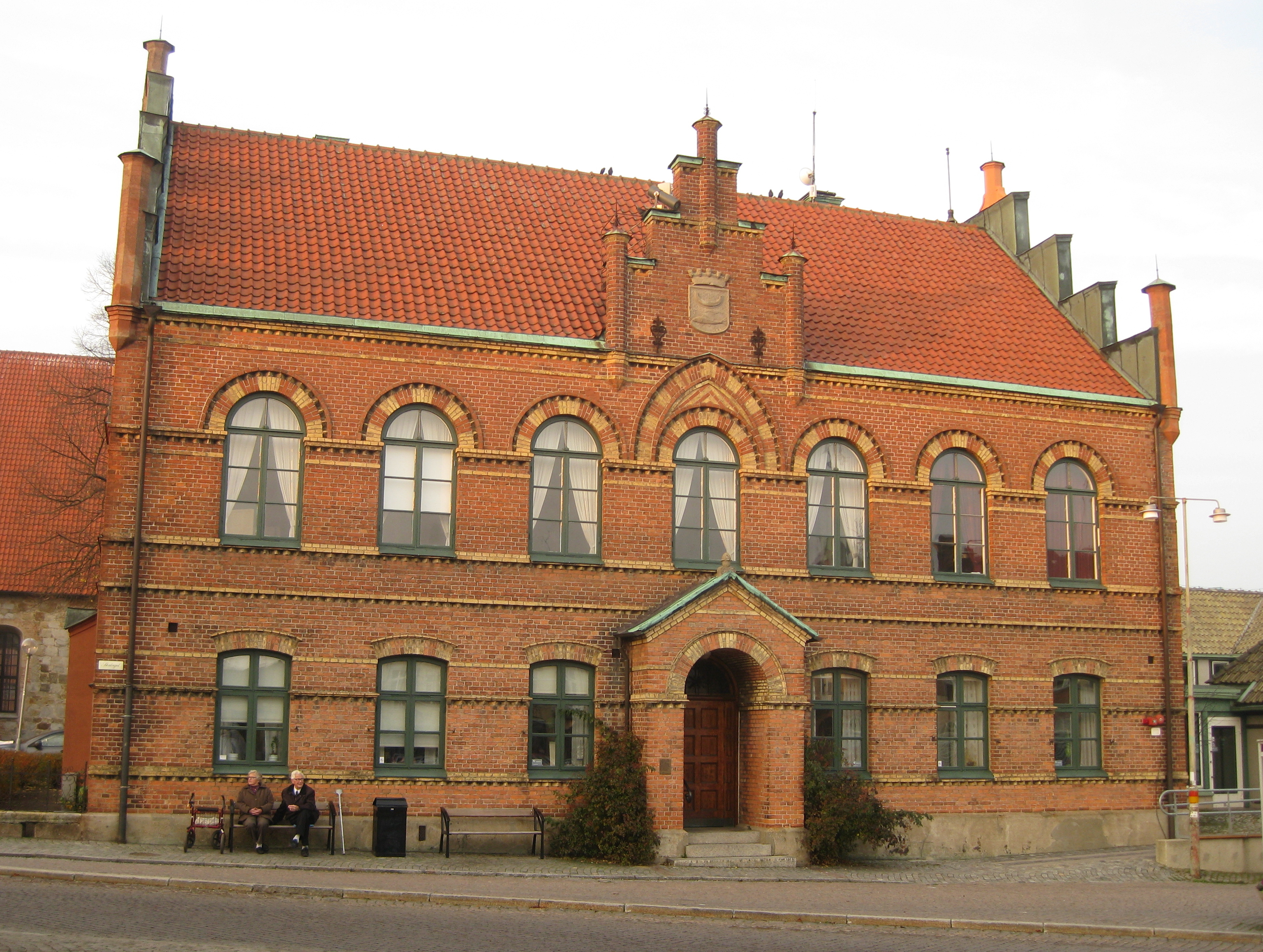
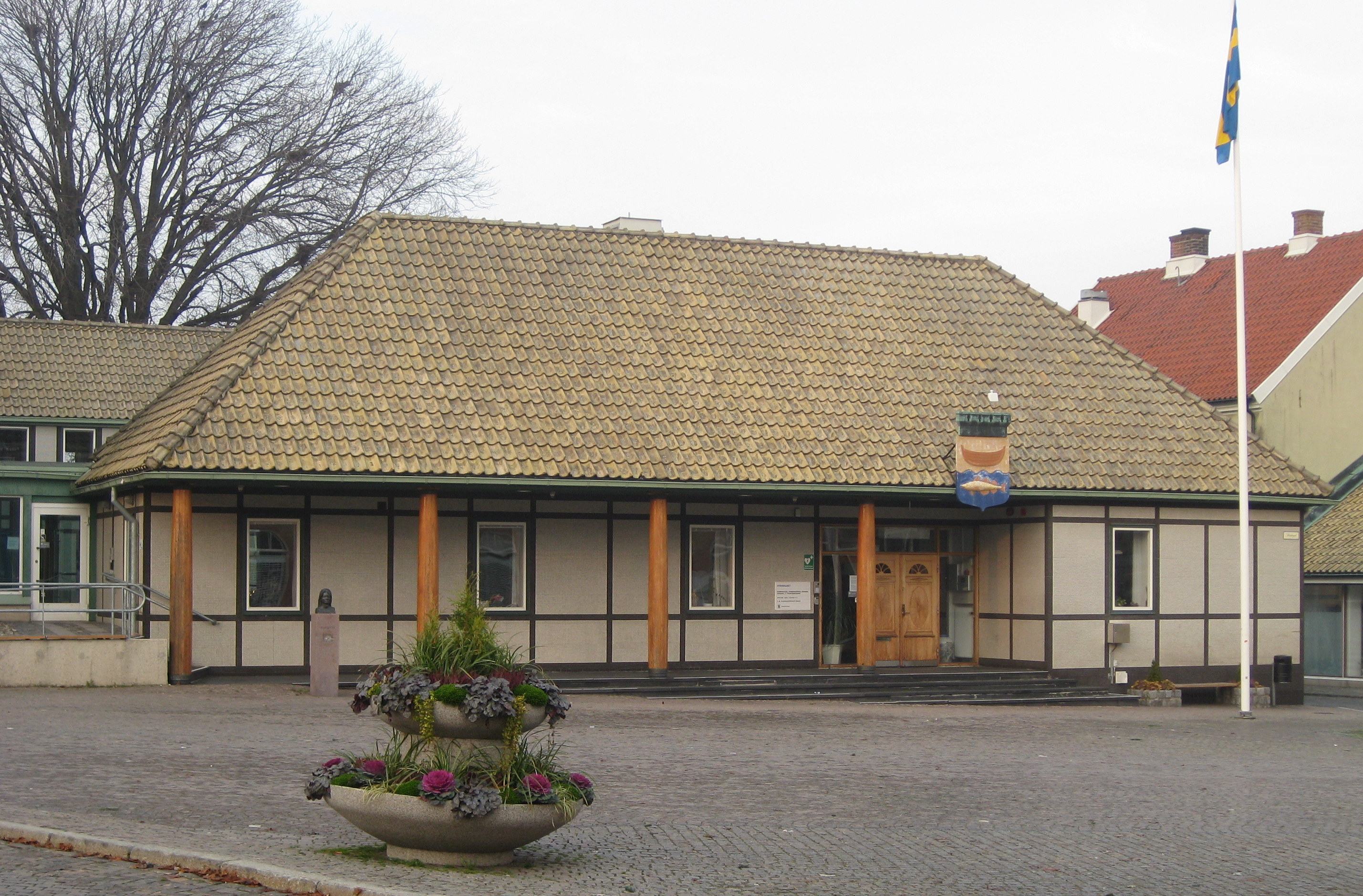
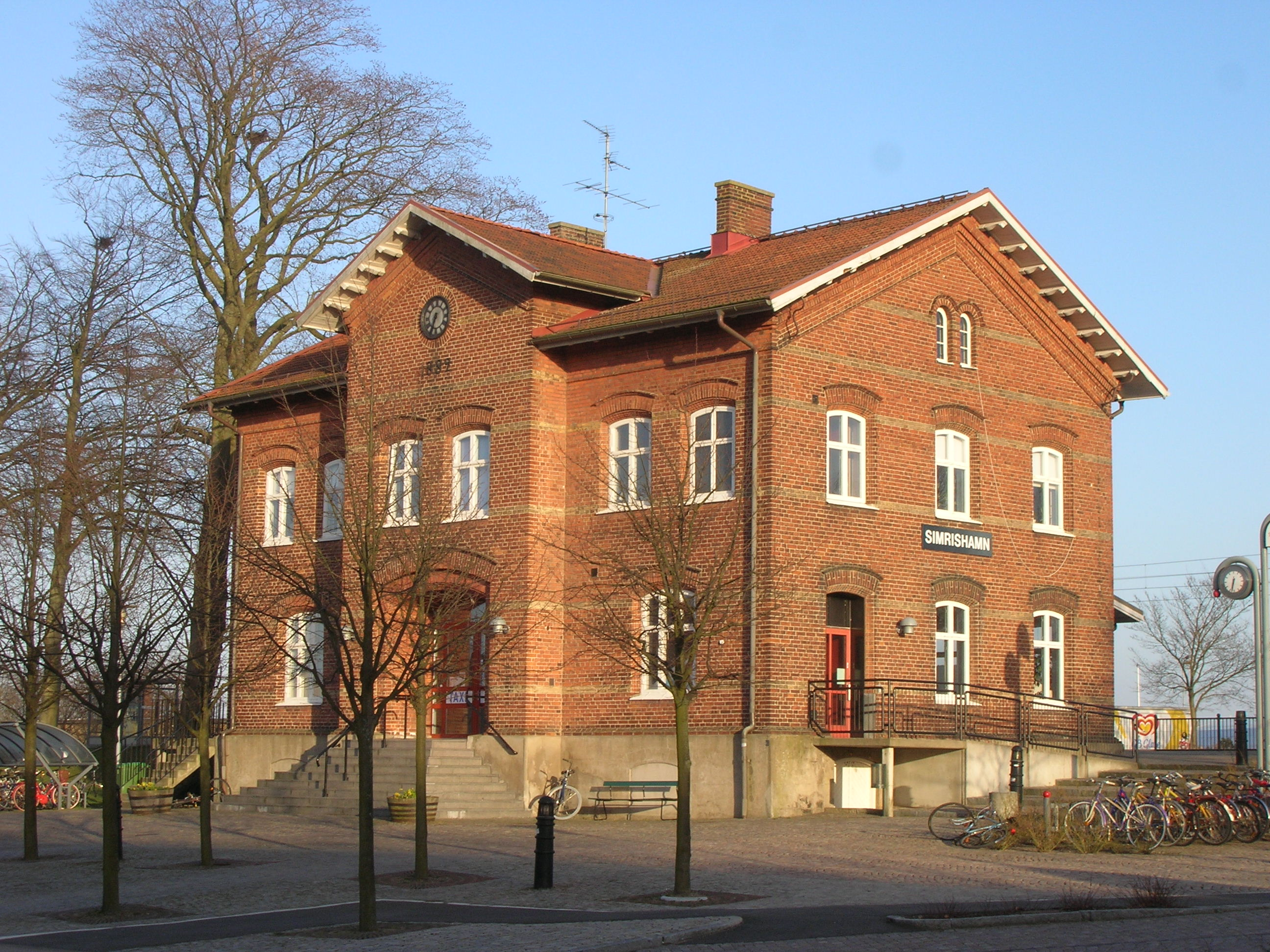